# ДикоBrass
ДикоBrass — український brass band зі Львова, створений у 2016 році. Засновниками гурту є брати Гуменний Андрій та Гуменний Євгеній, саунд-продюсер Сірий Юрій. Репертуар «ДикоBrass» дуже різноманітний, переважно попмузика.

## Історія

### Участь в конкурсах та телеконкурсах, визнання
В червні 2017 року ДикоBrass стали переможцями Alfa Jazz Fest 2017 в номінації «street music», це був єдиний гурт до складу якого входили лише духові та ударні інструменти без вокалу, він підкорив глядача не лише якісною музикою, а також цікавим шоу. В липні 2018 року ДикоBrass стали переможцями Leopolis Jazz Fest в номінації «street music». В жовтні 2018 року перший brass band з України виступив на польському телеконкурсі « Mam talent», отримав три «так» від польського журі став півфіналістом шоу. На той час ДикоBrass активно гастролювали і з поважних причин були змушені пропустити прямі ефіри, проте у 2022 році після повномасштабного нападу Росії та територію України вони знову вирішили взяти участь в цьому шоу, щоб популяризувати українську культуру та подякувати Польщі за підтримку України, і отримавши три «так» та море позитивних емоцій, коментарів від журі почали активно готуватися до прямих ефірів.

### Гастролі
ДикоBrass активно гастролювали такими країнами, як: Польща, Німеччина, Катар, Південна Корея, Туреччина, Саудівська Аравія та інші.

## Діяльність під час воєнних дій 2022 року
Гурт Дикоbrass та шоумен Назар Бійчук організували разом з командою артистів благодійні концерти, а за вилучені кошти, поставили ціль придбати спецавто для ЗСУ.
Перший благодійний концерт відбувся 1 травня, де хлопці зібрали частину суми. Концерт пройшов у Львові на території FESTrepublic.
На далі до них доєдналися популярна українська співачка Оля Цибульська, а також Melovin, Андріана, Анна Добриднєва, Андрій Заліско, Артур Боссо, Андрій Князь та інші.
Подія відбулася 13 травня у місті Стрий. На цьому артисти не зупинилися і поїхали гастрольним туром в Польщу та Німеччину, їм вдалося придбати два авто та різну амуніцію для Збройних сил України.
Окрім цього засновки ДикоBrass Гуменний Андрій та Гуменний Євгеній з перших днів війни власноруч розвозили гуманітарну допомогу в м. Київ та на Схід України.

## Склад гурту
- Гуменний Андрій — тенор саксофон
- Гуменний Євгеній — альт саксофон
- Сірий Юрій — труба, та саунд-продюсер.
- Кримінський Дмитро — труба
- Дутчак Микола — туба
- Степаненко Богдан — барабани

### Колишні учасники
- Курій Матей — тромбон

## У соціальних мережах
https://instagram.com/dykobrassband
https://www.facebook.com/dykobrassband
https://www.tiktok.com/@dykobrassband
https://youtube.com/channel/UCE1NCZlQ8Y2WhyptPggtckQ